# 五色不動
五色不動是日本東京內目黑不動、目白不動、目赤不動、目青不動、目黄不動共五尊不動明王的總稱。德川幕府大將軍德川家光聽從天海僧正的建言，於江戶城内五處地方設眼睛顏色不同的不動明王像，以鎮守江戶、保衛幕府、祈願天下太平。
現在，目黑與目白由於是山手線的車站名而廣為人知，其名稱正是源自五色不動。
五色代表五行思想中的五色。五色由密教五行説而來，分別是青、白、赤、黑、黄五色，象徵東、西、
南、北、中。如果把五色不動的位置以線連結，線的内側即為江戶的内府。明治以後，經過廢寺、統合等，不動尊已經不在原來的位置。
- 目黑不動 - 泰叡山瀧泉寺（東京都目黑區下目黑）
- 目白不動 - 金乘院（東京都豐島区高田　江戶時代於現在文京区關口江戶川公園附近有新義真言宗長谷寺本尊）
- 目赤不動 - 南谷寺（東京都文京区本駒込）
- 目青不動 - 教学院（東京都世田谷区太子堂）
- 目黄不動 - 永久寺（東京都台東区三輪）　或　最勝寺（東京都江戶川区平井）